# Euscarthmus meloryphus
O Barulhento (Euscarthmus meloryphus) é uma espécie de pássaro da família Tyrannidae, nativa da América do Sul,  conhecida também como Arrelia (Minas Gerais), Traz-farinha-aí, Ceguinha (Brejo paraibano) e Maria-barulhenta. 

O Barulhento é um pássaro pequeno, de plumagem marrom-amarelada em cima, branco-sujo em baixo e com uma mancha semi-oculta de tom alaranjado brilhante na coroa. É um papa-moscas que vive em arbustos densos e de difícil visualização, mas de presença notável, na primavera e no verão, por seu canto estridente e contínuo.

## Sistemática e Taxonomia
Euscarthmus meloryphus era um complexo taxonômico que compreendia três subespécies, em populações distintas e  separadas geograficamente, com Euscarthmus meloryphus meloryphus (Wied-Neuwied, 1831),  nos campos e florestas secas ao sul da Bacia Amazônica; Euscarthmus meloryphus paulus (Bangs, 1899), no extremo norte da América do Sul; e Euscarthmus meloryphus fulviceps (P. L. Sclater, 1871), na região costeira do Equador e do Peru. Embora sem uma análise taxônomica adequada e bem fundamentada, para muitos sistemas taxonômicos a subespécie Euscarthmus meloryphus fulviceps, do sudoeste árido do Equador e oeste do Peru, já era considerada uma espécie separada do complexo com base em diferenças morfológicas, de plumagem e de vocalização.   Com base nos extensos estudos morfológicos e principalmente de vocalização de Frantz, I. et al. (2020),  o Comitê de Classificação Sul-Americana (SACC) na Proposta nº 898, aprovou a separação das espécies.  

## Distribuição geográfica
Euscarthmus meloryphus (Wied-Neuwied, 1831) é um complexo composto de duas subespécies aceitas, separadas geograficamente. 
- Euscarthmus meloryphus meloryphus (Wied-Neuwied, 1831) – tem uma distribuição mais ampla e mais meridional, ocorrendo do nordeste e centro-oeste do Brasil até o Rio Grande do Sul e Uruguai. De lá, para o oeste, até o norte e leste da Bolívia (migrante raro no extremo sudeste do Peru (leste de Puno)). E para o sul, através do leste do Paraguai até as províncias do noroeste, nordeste e centro da Argentina limitada a costa sul do Rio da Prata. [11] [12] [13]
- Euscarthmus meloryphus paulus (Bangs, 1899) – ocorre do centro e noroeste da Colômbia, na região de Magdalena e La Guajira, ao norte de Santander e, ao sul do vale do rio Magdalena até Huila e através do norte da Venezuela até o estado de Sucre e ao sul até o noroeste do estado de Bolívar. [14] [15]

## Morfologia
O Barulhento (Euscarthmus meloryphus) mede entre 9 e 12 cm de comprimento e pesa entre 5 e 10 g. A espécie nâo apresenta dimorfismo sexual. Os adultos da subespécie nominal têm uma coroa marrom-clara com uma crista fraca e penas centrais ruivas, um tanto escondidas. Possuem loros opacos de cor bege a esbranquiçada e um anel ocular indistinto de cor bege a esbranquiçada em um rosto marrom-claro. A subespécie E. m. paulus é semelhante à nominal, mas com uma face fulva a bege. As íris são de cor marrom-médio a castanho-avermelhada ou canela, a maxila preta, a mandíbula pode ser acinzentada a branca, rosa-amarronzada pálida ou totalmente cinza-plumada. Suas partes superiores são marrom-claras. Suas asas são marrom-escuras com pontas ruivas nas coberteiras e bordas ruivas menos distintas nas penas de voo. Sua cauda é escura. Sua garganta e peito são branco-acinzentados com uma coloração marrom nas laterais do peito e flancos. As pernas e pés podem apresentar qualquer um dos vários tons de cinza. O restante de suas partes inferiores é amarelo-creme. 

## Ecologia
Euscarthmus meloryphus é uma ave mais fácil de ser reconhecida por seu canto. Seu avistamento é difícil já que vive na porção baixa dos campos por entre os arbustos densos e pelo solo.

Habitat – Euscarthmus meloryphus habita uma variedade de paisagens, geralmente abertas, secas a áridas, vegetações de baixa altura, áreas degradadas com arbustos densos e dispersos, campos secos, campos sujos com ervas daninhas e arbustos, áreas devastadas, matagais arbustivos e bordas de floresta seca, matagais de borda de rio, de terras baixas e montanhosas, bordas de florestas secas, pastagens com arbustos densos ou matos dispersos, cangas, restingas, caatingas, cerrados e pampas.    Vive em uma altitude entre o nível do mar até os 1.500 metros. 
 Alimentação – é uma espécie onívora-insetívora que forrageia seu alimento, principalmente artrópodes, no solo ou próximo a ele, principalmente em alturas que estão entre os 0,25 e 2,0 metros. Só ou aos pares, busca seu alimento pulando em saltos curtos entre os ramos dos arbustos.  
Migração – os movimentos e migrações desta espécie ainda são mal compreendidos, mas em grande parte de sua distribuição ela é considerada residente fixa. Algumas populações do extremo sul, no entanto, parecem estar presentes apenas durante a estação reprodutiva austral, sugerindo alguma migração para o norte. Euscarthmus meloryphus é considerada residente de inverno ao norte da Bolívia  e sudeste do Peru. Algumas áreas no nordeste da Argentina parecem também ser ocupadas apenas durante o inverno austral.  Populações fixas são registradas no sudeste, no centro-oeste,  nordeste e norte do Brasil, assim como no Paraguai,  Bolívia, Colômbia  e Venezuela. 
Reprodução – a época de acasalamento de E. meloryphus pode variar dependendo da localização geográfica, temperatura e umidade. No extremo sul e ao leste ninhos foram observados entre outubro e dezembro, na Argentina, Uruguai, Rio Grande do Sul, Paraguai e Bolívia. Ninhos  foram observados, entre março e agosto, no nordeste  e, entre agosto e setembro, no norte.  Macho e fêmea constroem o ninho juntos.  O ninho é contruido em pequenas árvores, arbustos, trepadeiras ou outras plantas herbáceas, apoiado pelas bordas em forquilhas, entre 25 cm e 1,8 metros acima do nível do solo, em forma de tigela ou semiesfera, com paredes muito finas, usualmente translúcidas, compostas de finos talos secos e nervuras de folhas, hastes de gramíneas ou outras herbáceas, unidos por teias de aranha ou algodão, e forrado internamente, ou não, com radiculas entrelaçadas. Medem, externamente, entre 4 e 7 cm de diâmetro e 3 e 6,5 cm de altura e, internamente, entre 4 e 5 cm de diâmetro e 2 e 4 cm de altura.   A fêmea deposita entre 1 e 3 ovos, branco-amarelados com pequenas pintas marrom-acinzentadas, marrons ou lilases. Os ovos são incubados por cerca de 14-15 dias até eclodirem. O filhote abandona o ninho em cerca de 12 dias.  